# 谷文一
谷 文一（たに ぶんいち、天明6年（1786年） - 文化15年3月18日（1818年4月23日））は、江戸時代後期の日本の画家である。谷文晁の後継者として将来を嘱望されたが三十代で夭折した。

## 経歴
号は痴斎、名を文一郎、通称は権太郎と称した。
町医師・利光寛造（号:澹斎）の次男として江戸薬研堀に生まれる。3歳のころより画を好み、文晁に師事するうちに才能を見いだされる。文晁の長女・宣子の夫として谷家の養嗣子となった。花鳥画、山水画、人物画などに優れたな才能を示した。円山応挙の門弟渡辺南岳が江戸に移ってくると文晁の指示で入門し円山派の画法も吸収した。享和3年（1803年）、定信の命を受けて文晁を中心に、岡本茲奘・星野文良・蒲生羅漢とともに「石山寺縁起絵巻」の模本製作および欠落した巻の補作を行った。
享年32。浅草清島町源空寺に葬られる。妻の宣子はその後薙髪して亡夫を弔う。